# Montboillon
Montboillon é uma comuna francesa na região administrativa de Borgonha-Franco-Condado, no departamento de Alto Sona. Estende-se por uma área de 8,43 km². Em 2010 a comuna tinha 284 habitantes (densidade: 33,7 hab./km²).